# Orestias imarpe
Orestias imarpe es una especie de pez de la familia de los ciprinodóntidos en el orden de los ciprinodontiformes.

## Morfología
Los machos pueden alcanzar los 7,5 cm de longitud total.

## Distribución geográfica
Se encuentran en Sudamérica: Perú.